# Ľuboš Hajdúch
Ľuboš Hajdúch (* 6. března 1980, Levice, Československo) je slovenský fotbalový brankář a bývalý reprezentant, od ledna 2016 působí v MFK Ružomberok.
Mimo Slovensko působil na klubové úrovni v Řecku, Polsku a Maďarsku.

## Klubová kariéra
S fotbalem začal v klubu FK Slovan Levice. V létě 2002 přestoupil do MFK Ružomberok, jehož představitele zaujal v přípravném utkání, v němž vstřelil i gól z pokutového kopu.
S Ružomberkem získal v sezóně 2005/06 ligový titul i prvenství ve slovenském fotbalovém poháru (double) a dostal se do nejlepší sestavy sezóny 2005/06. Během tohoto angažmá absolvoval testy v různých evropských klubech, např. Leedsu United, Plymouthu Argyle, Sheffieldu United, St. Johnstone FC, Spartaku Nalčik nebo Wisle Krakov.
V roce 2009 přestoupil do řeckého klubu Levadiakos, kde měl problémy s mzdou a navíc se zranil. Proto odešel do polského celku LKS Nieciecza hrajícího polskou druhou ligu. V letech 2011–2013 působil v maďarském prvoligovém týmu Kaposvári Rákóczi FC. V červnu 2013 odešel do týmu Fotbalové akademie Ference Puskáse z městečka Felcsút.
V létě 2015 odešel do MFK Skalica. V lednu 2016 posílil MFK Ružomberok, zde měl plnit roli brankáře i trenéra mládeže.

## Reprezentační kariéra
V dresu A-mužstva Slovenska nastoupil v pěti zápasech. Debutoval 1. března 2006 v přátelském utkání na Stade de France proti domácí reprezentaci Francie, kde vychytal hostům výhru 2:1.

### Reprezentační zápasy
Zápasy Ľuboše Hajdúcha za A-mužstvo Slovenska
| Rok    | Zápasy | Góly |
| ------ | ------ | ---- |
| 2006   | 4      | 0    |
| 2007   | 1      | 0    |
| Celkem | 5      | 0    |